# 赫氏新海魴
赫氏新海魴為輻鰭魚綱海魴目高的鯛科的其中一種，分布於東北大西洋區，從冰島至馬德拉群島海域，屬深海魚類，棲息深度988-1210公尺，本魚體高，呈鑽石狀，體深灰色，眼大，口小，背鰭硬棘6-7枚，背鰭軟條34-35枚，臀鰭硬棘3-4枚，臀鰭軟條31-32枚，體長可達30.5公分，棲息在大陸坡。